# 于一川
于一川（1917年—1990年1月19日），原名安吉善，男，直隶南皮县潞灌乡前罗家寨村人，中华人民共和国政治人物。

## 生平
少年就读于外祖家马村镇（今马东村）高等小学。高小毕业升入乐陵中学，1933年毕业，以优异成绩同时考人济南高中、济南第一师范，因家境贫困，只好进公费的济南第一师范。1934年7月济南第一师范学校中的尹璋介绍加入共青团。1935年初，为了实现升大学的夙愿，转入了济南高中。1935年底在济南高中经林浩介绍重新加入了共青团。积极参加“一二九学生运动”。1936年夏考入北平师范大学国文系。以“中华民族解放先锋队”（“民先”）名义，组织群众宣传抗日救亡。1936年夏入党。
抗日战争暴发后，受党的派遣，到驻扎在河北、山东一带的石友三部队工作，公开身份是第四团政治主任，在部队中秘密发展中共党员，建立党组织，任党支部书记。1939年初，石友三开始清共。经上级批准撤至太行山抗日根据地，更名为于一川。入晋冀豫区委党校学习。成为学员支部的辅导员。1940年夏结业时，晋冀豫区委书记李雪峰评价“一川是党的秀才，革命才子，留校教马列主义。”被留在党校从事管理和教学工作，担任校党委委员，负责讲授马列主义常识、党史和党建课程。1940年8月任太谷县委书记。百团大战快要结束时，上级紧急调任黎城县委书记。当时的黎城刚经历过日寇疯狂的报复性“扫荡”，群众生活困难、情绪低落。1941年10月，黎城县发生了“离卦道”暴乱，500多名道徒包围抗日政府，企图夺取枪支。1942年10月调到中共太行第四地委（太南地委）工作，先后担任地委宣传部部长、组织部部长，地委书记兼太行军区第四军分区政治委员（司令员石志本）。。1943年，担任太行四地委书记兼太行军区第四军分区政治委员。组织开展连续的剿蝗大战和生产自救，开展减租减息运动，减轻人民负担。
1945年11月任太行第三地委书记兼太行第三军分区政委，司令员为韩卫民，辖长治市和襄垣、黎城、潞城、壶关、长治、平顺县。1946年6月改任中共太行第二地委书记兼太行第二军分区政委。辖昔阳、和顺、左权、武乡、黎城、平顺、壶关、长治、潞城、襄垣、平定、寿阳、榆次、太谷、祁县、榆社等16个县。
1947年夏随刘邓大军南下。1947年11月任中共皖西区党委副书记，书记彭涛，司令部曾绍山。1949年3月上旬任中共河南省委委员，3月下旬兼任中共确山地委书记（后改为信阳地委，王更生任信阳专员公署专员）。。
1950年底，调到中共云南省委工作。1951年3月任中共云南省委秘书长，主要负责领导土地改革工作，兼任云南省土地改革委员会主任委员。1952年任中共云南省委副书记，1954年10月任云南省委第二书记（第一书记为谢富治），中共云南省委书记处书记兼省财委主任，主管全省经济工作。1955年5月14日任昆明军区第一副政治委员、军区党委第一副书记（司令秦基伟、政委阎红彦）。1957年7月任云南省委第二书记（书记阎红彦）兼任云南省省长。1957年底至1964年8月任云南省省长。1960年5月至1965年5月兼任云南省军区政治委员。1964年8月被指责为“右倾”停职，1965年2月被撤销省委书记处书记，免去省长职务。1966年下放郑州柴油机厂任副厂长。1968年担任郑州柴油机厂革命委员会主任。1974年调任郑州市革命委员会生产指挥部顾问。1977年底任郑州市委第一书记兼市革命委员会主任。1978年10月任河南省委副书记兼副省长，分管经济计划和基本建设工作。1979年11月中共中央批准撤销1965年对于一川的错误处分。1981年2月任中共河南省委书记（当时设第一书记），分管党的组织工作。后任河南省第四届人大常委会副主任。1984年8月在中共河南省第四次代表大会上当选为中共河南省顾问委员会主任。
中共第八次、第十三次全国代表大会代表，第二、三届全国人大代表。。